# Mimoides euryleon
Espèce
Mimoides euryleon ou Machaon faux-cœur de bœuf est une espèce d'insectes lépidoptères (papillons) qui appartient à la famille des Papilionidae, à la sous-famille des Papilioninae et au genre Mimoides.

## Dénomination
Mimoides euryleon a été décrit par William Chapman Hewitson en 1856 sous le nom de Papilio euryleon.
Synonyme : Eurytides euryleon.

### Sous-espèces
- Mimoides euryleon euryleon; présent en Colombie.
- Mimoides euryleon anatmus (Rothschild & Jordan, 1906); présent dans le centre de l'Équateur.
- Mimoides euryleon clusoculis (Butler, 1872); présent au Costa Rica et à Panama.
- Mimoides euryleon haenschi (Rothschild & Jordan, 1906); présent dans l'ouest de l'Équateur.
- Mimoides euryleon pithonius (Rothschild & Jordan, 1906); présent en Colombie
- Mimoides euryleon rodriquezi Le Crom, Constantino & Salazar, 2002; présent en Colombie[1].

### Nom vernaculaire
Mimoides euryleon clusoculis se nomme False Cattleheart Swallowtail en anglais.

## Description
Mimoides euryleon est un papillon marron d'une envergure de 68 mm à 78 mm aux ailes antérieures à bord externe concave et aux ailes postérieures à bord externe festonné. Le dessus est marron iridescent avec aux ailes antérieures une plage blanche près du bord interne et aux ailes postérieures une plage rouge centrale. Sur le revers les ailes sont du même marron iridescent avec de petites taches rouge dans l'aire basales et aux ailes postérieures près de l'angle anal.

## Biologie

### Plantes hôtes
Les plantes hôtes de la chenille de Mimoides euryleon clusoculis sont Annona glabra et Guatteria oliviformis.

## Écologie et distribution
Mimoides euryleon est présent au Costa Rica, à Panama, en Colombie et en Équateur.

### Biotope
Mimoides euryleon réside dans les Andes, Mimoides euryleon anatmus entre 600 m et 1 600 m.

### Protection
Pas de statut de protection particulier.